# إصبع الذهب (فلم)
أصبع الذهب (بالإنجليزية: Goldfinger) هو الفيلم الثالث من سلسلة أفلام جيمس بوند، والذي أنتج عام 1964، وقد قام بدور العميل السري جيمس بوند الممثل شون كونري مع جيرت فروبه بدور جولد فينجر و أونور بلاكمان بدور بوسي جالور و هارولد ساكاتا بدور مساعد جولد فينجر و شيرلي إيتون بدور جيل ماسترسون و تانيا ماليت بدور تيلي ماسترسون و برنارد لي بدور أم أيضا و ديزموند ليولين بدور كيو أيضا.

## القصة
يبدأ الفيلم بشكل مناسب في ميامي عندما يتصل فليكس ليتر بِبوند ويبلغه رسالة من إم ليشاهد أوريك جولد فينجر، ويقوم بوند بكشف مخطط جولد فينجر للخداع بلعبة (الكروت) بتشتيت الفتاة وهي جيل ماسترسون، والتي تشاهد لعبة الكروت من خلال المنظار وتخبر جولد فينجر عن كروت خصمه. وبعد إرغام جولد فينجر على الخسارة، أصبحت هناك علاقة بين بوند وجيل ماسترسون. وبعد ذلك عندما ذهب بوند إلى المطبخ للحصول على بعض الشامبانيا، ضرب بضربات خاطفة في الرقبة من التابع الكوري لجولد فينجر أودجوب حتى فقد الوعي، وعندما استعاد بوند وعيه اكتشف أن جيل تم تغطيتها بدهان ذهبي وماتت بالاختناق.
وفيما بعد في لندن، يجد بوند أن مهمته الحقيقية هي في الحقيقة تحديد كيف أن جولد فينجر (جواهري ورجل أعمال دولي) يقوم بشحن الذهب الخاص به بين البلدان وتحديد ما إذا كان يقوم بذلك بطريقة غير قانونية، ويقابل بوند جولد فينجر بشكل اجتماعي في دورة غولف (وليس من الواضح في ذلك الوقت ما إذ أن جولد فينجر يعرف دور بوند في خسارته بلعبة الكروت). ويلعب بوند جولة عالية المخاطرة في الغولف مع جولد فينجر على علبة صغيرة تخص أودجوب، مغريا بوند بالرغبة بالحصول عليهه وهي بداخلها الشريط الذهبي النازي النادر من الحرب العالمية الثانية.
يقوم جولد فينجر بالغش لكن بوند يكتشف ذلك. وبدلا من أن يخبره بأنه يغش سمح له بوند بأن يستمر بالغش، وبعد خسارة غولد فينجر بالمباراة، حيث أنهم يلعبون بقواعد صارمة للغولف. وبعد تسوية الرهان، يقوم جولد فينجر بإعطاء بوند تحذيرا (داعيا إياه أن يقول له ما يعرفه)، وجاعلا أودجوب يلقي قبعته الصلبة المميتة حيث تقطع رأس التمثال. وعندما يسأل بوند عن الضرر لممتلكات نادي الغولف، يخبره جولد فينجر أنه يمتلك هذا النادي.
يقوم بوند بتركيب جهاز ما في سيارة جولد فينجر ويتبعه إلى سويسرا. وبعد ذلك تظهر شخصية جديدة بالفيلم وهي تيلي ماسترسون (أخت جيل) وهي تحاول أن تطلق النار على جولد فينجر بمسدس خاطف، ولكنها تضرب بوند بدلا منه، وحينما نحاول الهرب من الموقع في فورد موستانج الخاصة بها، يقوم بوند بقطع إطاراتها بواسطة مسمار كبير أخرجه من عجلة سيارته (أستو مارتن DB5)، ولاحقا يقوم بوند بأخذها إلى محطة الخدمة.
وبعد هذه الليلة، يكتشف بوند الوحدة الخاصة بجولد فينجر. ويعلم أن جولد فينجر لديه وحدة سباكة ويقوم بصب أجزاء من ((رولز روياس)) بـ kt 18. (الموصوف على أنه ذهب أبيض بالرواية) ويستخدم السيارة لتهريب الذهب. وهو أيضا يستمع مصادفة جولد فينجر يتحدث إلى عميل صيني عن عملية جراندسلام. وأثناء ذلك يتفاجئ بتيلي تحاول أن تطلق النار على جولد فينجر مرة أخرى وبشكل عارض يعطي إنذار. وأثناء محاولتهم للهرب، يتم أسر بوند. ويتم قتل تيلي بواسطة أودجوب بقبعته المميتة.
وفي هذا الفيلم يوجد مشهد من أشهر المشاهد في جميع أفلام جيمس بوند حيث يتم تقييد بوند وربطه بطاولة ذهبية تحت جهاز ليزر ضخم، يظهر منه شعاع يقوم بقطع الطاولة نصفين بصورة بطيئة جدا بين أرجل بوند. وعندما نجا منها بوند بأعجوبة وجد نفسه راكبا بطيارة نفاثة لجولد فينجر، وهي (لوكهيد جيت ستار)، بقيادة الطيار الشخصي لجولد فينجر، وهي بوسي جالور، فتخبر بوند بأنهم مسافرين إلى بالتيمور في الطريق إلى مزرعة جولد فينجر في كنتاكي بالقرب من فورت كنوكس. وهي تمسك بالمسدس بوجه بوند بعد ذكر أنهم على ارتفاع (10700 متر) ويقوم بوند بأخذ المسدس منها ويرمي 45 قذيفة على نافذة الطائرة، حيث يحدث انخفاض بالضغط ويتم سحب الركاب للفضاء الخارجي. وينجح بوند في تنشيط جهاز في كعب حذائه، ويلتقط فيكس ليتر الإشارة ويخبر (M) عن مكان بوند.
وبعد أن هبطوا، يؤخذ بوند إلى مزرعة خيول كنتاكي الخاصة بجولد فينجر، ويعقد جولد فينجر اجتماعا مع العديد من الأسر الرعوية الأمريكية والتي سلمت له المواد التي يحتاجها. ويؤخذ جيمس بوند إلى زنزانة ولكنه ينجح في الهرب. ويقوم بوند بالاستماع اختلاسا للاجتماع الخاص بجولد فينجر ويجد أن جولد فينجر ينوي أن ينشر قواته في فورت كنوكس لتطلق الغاز المثير للأعصاب، وحينئذ (بشكل افتراضي) يقوموا بسرقة مستودع الذهب. وبعد المحاضرة قام جولد فينجر بقتل من معه بالغاز المثير للأعصاب، وفيما يخص بوند يتم أسرة مرة أخرى بواسطة بوسي جالور ويتم إعادته إلى زنزانته بالعديد من الحراس المأمورين أن يبقوا عليه تحت مراقبة مستمرة.
وبعد ذلك يناقش بوند تفاصيل عملية جراندسلام مع جولد فينجر، ويشير بوند إلى أنه حتى ولو تم قتل الحامية بالكامل للحصن حسب ماهو مخطط، فإن جولد فينجر سيظل يحتاج إلى جيش صغير، بقوة 500 شاحنة ووقت لمدة أسبوع لإزالة الذهب من الحصن، وفي غضون ذلك يتم إحاطة العسكريين الأمريكيين بالهجوم ويتحركوا لإيقاف السرقة خلال ساعتين. ويقوم جولد فينجر بإخبار بوند أنه لا ينوي أن يزيل الذهب، ولكن بدل من ذلك يخطط لشيء ما يعتبره أكثر جدوى: غزو الحصن لفترة طويلة تكفي لوضع قنبلة ذرية مستوردة من قبل الحكومة الصينية، في نفق التخزين الرئيسي للحصن. والانفجار الناتج سوف ينشر إمداد الذهب الكامل للولايات المتحدة الأمريكية ويتم تضعيف قيمة الإمداد الخاص بجولد فينجر على الأقل عشر مرات. وكأثر جانبي، فإن الاقتصاد الغربي سيتم تمزيقه.
وعندما تبدأ العملية في اليوم التالي، تقوم سرية بوسي جالور المكونة من الطيارين الإناث بالانتشار في المنطقة حول فورت كنوكس، وفيما يبدو قتل آلاف الجنود وكذلك فيلكس. وبالفعل قد قام بوند بإغراء بوسي جالور، قائدا إياها بالاتصال بفيلكس ليتر، والذي يقوم باستبدال الغاز المضر بغاز غير مضر، وجنود يتظاهرون بالموت. (وتم إخبار السيدة جالور من قبل جولد فينجر بأنه كان غاز منوم، وليس غاز أعصاب، ولذلك هي لم تخطط للقتل الجماعي بأي طريقة. ويقوم جولد فينجر ورجاله بتفجير البوابة الرئيسية بواسطة (بنجالور توربيدو) ويستخدمون الليزر لكسر مبنى النفق، حيث جعل جولد فينجر بوند مقيدا بالقنبلة. وفي الخارج يعود الجيش الأمريكي ويشترك مع قوات جولد فينجر في معركة شرسة. وأثناء المعركة يقتل أودجوب في النفق. وعندما يحاول بوند عبثا إبطال القنبلة، يدخل خبير إلى النفق مع ليتر ويقوم بإغلاق القنبلة قبل سبعة ثواني من انفجارها ويظهر المؤشر (007) الذي هو رقم العميل جيمس بوند.
وبعد ذلك يتوج بوند بلقاء مع رئيس الولايات المتحدة ولكن أثناء عودته في طائرة عمل (مرة أخرى لوكهيد جيت ستار، ولكن بدهان مختلف) يجد أن جولد فينجر قام بخطف الطائرة وقام بالطيران إلى كوبا، وبعد نضال على متن الطائرة، ينفتح مسدس جولد فينجر كاسرا النافذة وبالتالي فإن جولد فينجر تم سحبه خارج الطائرة. وبعد ذلك ينجح جيمس بوند وبوسي جالور في الخروج من الطائرة في الوقت المناسب ويهبطان بالبراشوت على الشاطئ بسلام.

## وصلات خارجية
- مقالات تستعمل روابط فنية بلا صلة مع ويكي بيانات

1. ↑  "Shirley Bassey—Billboard Singles". أول ميوزيك. مؤرشف من الأصل في 2010-12-04. اطلع عليه بتاريخ 2011-07-22.
2. ↑  "AFI's 100 years...100 songs". American Film Institute. مؤرشف من الأصل في 2018-06-12. اطلع عليه بتاريخ 2011-07-29.
3. ↑  Sutton، Mike. "Goldfinger (1964)". Screenonline. British Film Institute. مؤرشف من الأصل في 2016-04-22. اطلع عليه بتاريخ 2011-07-23.